# Petinha-das-montanhas
Petinha-montesa ou petinha-das-montanhas (Anthus hoeschi) é uma espécie de ave da família Motacillidae.
Pode ser encontrada nos seguintes países: Lesoto, África do Sul, possivelmente Botswana, possivelmente República Democrática do Congo, possivelmente Namíbia e possivelmente em Zâmbia.
Os seus habitats naturais são: campos rupestres subtropicais ou tropicais.